# TanDEM-X
Pour les articles homonymes, voir TanDEM-X.
TanDEM-X (TerraSAR-X add-on for Digital Elevation Measurement) est un satellite radar, jumeau du satellite TerraSAR-X, mis en œuvre dans un partenariat public-privé entre le Deutsches Zentrum für Luft- und Raumfahrt (DLR) et EADS Astrium. Il utilise la technologie SAR (radar à synthèse d'ouverture), technologie moderne de l'imagerie radar.

## Mission WorldDEM

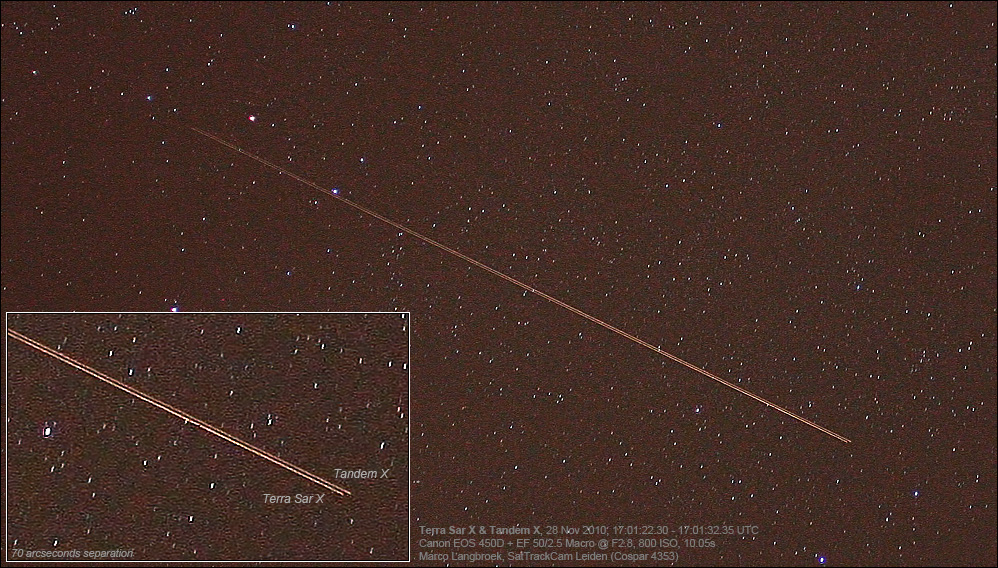
Les satellites radar TanDEM-X et TerraSAR-X, photographiés pendant leur vol en formation serrée (photo par Marco Langbroek, Leiden, Pays-Bas). Exposé pendant 10 secondes, la photo rend compte du mouvement de droite à gauche.

TanDEM-X est aussi le nom de la mission comprenant les satellites jumeaux en formation étroite avec une distance contrôlée entre 250  et   500 m. L'objectif  principal de la mission est la production du WorldDEM, un modèle numérique de terrain (MNT) mondial disponible à partir de 2014. La résolution de ce nouveau MNT est supérieure à l'actuel DTED2 : maille de 12 m sur 12, précision verticale inférieure à 2 m,.
Infoterra GmbH, une filiale à 100 % d'Astrium, détient les droits de commercialisation exclusifs de WorldDEM. Elle est responsable de l'adaptation du MNT aux besoins des utilisateurs commerciaux à travers le monde.

## Première image 3D
La première image 3D issue de la mission TanDEM-X, est réalisée sur un groupe d'îles russes dans l'océan Arctique.